# BBC Sessions / Live at Reading Festival ’86
BBC Sessions / Live at Reading Festival ’86 – szósty album koncertowy heavymetalowego zespołu Saxon wydany w 1998 roku przez wytwórnię EMI.
Poszczególne utwory nagrywano:

1–5: 15 lutego 1980 roku (Friday Rock Show)

6–8: 25 kwietnia 1982 (Studio B15 Live)

9–14: 26 czerwca 1986 (Reading Festival/Friday Rock Show)

## Lista utworów
1. „Backs to the Wall” – 3:18
2. „Stallions of the Highway” – 2:47
3. „Motorcycle Man” – 3:47
4. „Still Fit to Boogie” – 2:45
5. „747 (Strangers in the Night)” – 5:01
6. „20,000 Feet” – 3:18
7. „Dallas 1pm” – 6:00
8. „The Eagle Has Landed” – 7:24
9. „Power and the Glory” – 7:06
10. „Never Surrender” – 4:01
11. „Rock the Nations” – 5:10
12. „Wheels of Steel” – 6:07
13. „Waiting for the Night” – 4:39
14. „Strong Arm of the Law” – 6:25

## Twórcy
| Saxon w składzie - Biff Byford – wokal - Graham Oliver – gitara - Paul Quinn – gitara - Steve Dawson – gitara basowa | - Pete Gill – perkusja - Nigel Glockler – perkusja Personel - Tony Wilson – producent, Inżynier dźwięku |